# Patricia van Connaught

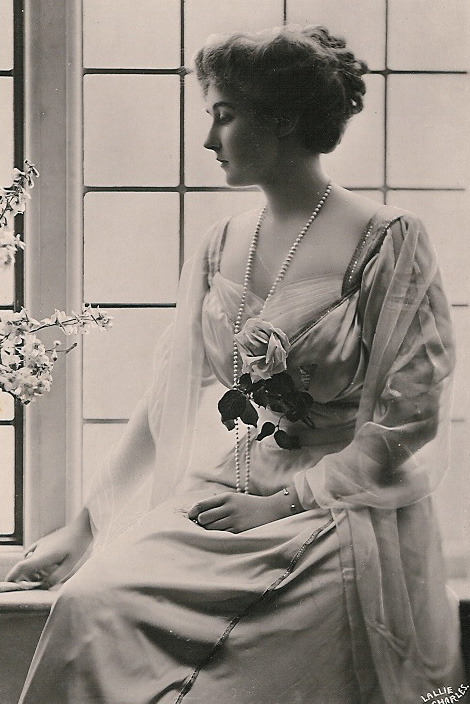
Prinses Patricia

Victoria Patricia Helena Elizabeth van Connaught (Buckingham Palace, Londen, 17 maart 1886 — Windlesham, 12 januari 1974), was een prinses van Groot-Brittannië uit het Huis Saksen-Coburg en Gotha, vanaf 1917 het Huis Windsor.
Zij was het jongste kind van prins Arthur, hertog van Connaught en Strathearn (een zoon van koningin Victoria) en Louise Margaretha van Pruisen. Zij werd op 1 mei 1886 gedoopt waarbij als peetouders optraden: Koningin Victoria, Helena van Sleeswijk-Holstein, groothertogin Elisabeth van Oldenburg, prins Wilhelm van Pruisen (de latere keizer Wilhelm II), hertog Ernst II van Saksen-Coburg en Gotha en prins Albert van Pruisen. Binnen haar familie werd ze Patsy genoemd.
Patsy werd opgevoed door gouvernantes en kreeg uitgebreid huisonderricht. Ze vergezelde haar ouders vaak op allerlei buitenlandse reizen en woonde ook een tijd in Canada, waar haar vader gouverneur-generaal was. Vanwege de zwakke gezondheid van haar moeder trad ze in die tijd vaak op als gastvrouw, aan de zijde van haar vader. In Canada was ze bijzonder populair. In 1918 werd in Canada een regiment van de lichte infanterie naar haar genoemd. Van dat regiment was zij ere-commandant. Het zou in 1944-45 een belangrijke rol spelen bij de bevrijding van Nederland.
Over mogelijke huwelijkskandidaten werd in haar eigen tijd al druk gespeculeerd. Zo werd ze onder anderen gekoppeld aan koning Alfons XIII van Spanje, de toekomstige koning Emanuel II van Portugal, Adolf Frederik VI van Mecklenburg-Strelitz en Michaël Aleksandrovitsj van Rusland. Ze zou met geen van deze mannen trouwen en uiteindelijk in het huwelijk treden met de latere admiraal Alexander Ramsay. Met hem kreeg ze een zoon: Alexander Arthur Alfonso David Maule Ramsay van Mar (21 december 1919 - 20 december 2000). Voor haar huwelijk deed ze vrijwillig afstand van haar koninklijke titels en na haar huwelijk nam ze de naam Lady Patricia Ramsay aan.
Patricia van Connaught was een hartstochtelijke aquarelliste. In haar schilderwerk liet zij zich inspireren door Van Gogh en Gauguin.
Patricia Ramsay werd 87 jaar. Ze is begraven in het Frogmore Mausoleum.